# Adam Copeland
Adam Joseph Copeland (Orangeville, 30 de octubre de 1973) es un luchador profesional y actor canadiense. Actualmente trabaja para la empresa estadounidense All Elite Wrestling (AEW), donde lucha bajo el nombre de Cope. Es conocido por haber trabajado para la compañía WWE, donde compitió bajo el nombre de Edge, llegando a ser considerado como uno de los mejores luchadores profesionales de todos los tiempos, y donde además ganó un total de 31 campeonatos.
Copeland ha conseguido durante su carrera un total de once campeonatos mundiales: cuatro Campeonatos de la WWE y siete Campeonatos Mundiales Peso Pesado, poseyendo el mayor número de reinados de este título. Otros logros destacables en su carrera son sus cinco reinados como Campeón Intercontinental, doce reinados como Campeón Mundial en Parejas, un reinado como Campeón de los Estados Unidos y sus dos reinados como Campeón en Parejas de la WWE, lo que le convierte en un Campeón de Triple Corona y con el formato actual también en Grand Slam. Además de tener dos reinados como Campeón TNT de AEW.
Es el luchador canadiense con más combates en eventos de pago por visión de WWE con un total de 145 y con los once reinados antes citados, también es el luchador nacido fuera de EE. UU. que más campeonatos mundiales de WWE ha logrado. Además, fue ganador de la edición de King of the Ring en 2001, el primer ganador de la historia del Money in the Bank en 2005. Asimismo es el primer luchador en la historia en ganar 2 Money in the Bank derrotando a Mr. Kennedy en una lucha por el maletín. También es el ganador del Royal Rumble 2010 y del Royal Rumble 2021, también ganador del Elimination Chamber 2008 en No Way Out y también en el 2011, además de formar parte del WWE Hall of Fame, siendo introducido en 2012 como el luchador más joven en ser inducido con 38 años. Hizo su regreso a WWE en 2020 durante el evento Royal Rumble después de ausentarse durante nueve años por una lesión de cuello.
Al ganar el Royal Rumble 2021, se convirtió en el tercer luchador en la historia en ganar dicho encuentro entrando en la primera posición (siendo el primer ganador Shawn Michaels en la edición de 1995 y el segundo ganador Chris Benoit en la edición de 2004).

## Carrera como luchador profesional

### Inicios (1992-1995)
A principios del 89, Copeland comenzó a pelear en el circuito independiente de Ontario y los Grandes Lagos bajo el nombre de Sexton Hardcastle. Copeland formó un equipo conocido como Sex and Violence junto a Joe Legend. Durante 1997, Sex and Violence se introdujo dentro de un stable conocido como Thug Life, formado por Legend, Hardcastle, Jason Reso (Amigo de la infancia de Copeland), Bill Skullion & Rhino Richards. Durante este período, ganó el Campeonato Unificado en Parejas de la ICW/MWCW Midwest junto a Legend.
También hizo equipo con Reso (conocido como Christian Cage), mientras que Copeland conocido como Sexton Handcastle, siendo conocidos en un principio como Hard Impact, pero luego se cambiaron el nombre del grupo a The Suicide Blondes. También trabajaron en Japón como The Canadian Rockers. Copeland luchó en una ocasión bajo el nombre de Damon Striker en un episodio de WCW Pro, luchando contra Meng y Kevin Sullivan.
Copeland también trabajó para la World Wrestling Federation (WWF) en 1996. El luchador canadiense Bret Hart, quien vio a Copeland luchar, le recomendó a la empresa y acabó consiguiendo un contrato de desarrollo con la WWF en 1997.

### World Wrestling Federation / Entertainment / WWE

#### Principios (1996-1998)
El 10 de mayo de 1996, Copeland reemplazó al oponente de Bob Holly con poca antelación en el primer combate de un house show de WWF realizado en Hamilton, Ontario, donde se presentó con el nombre de Sexton Hardcastle.

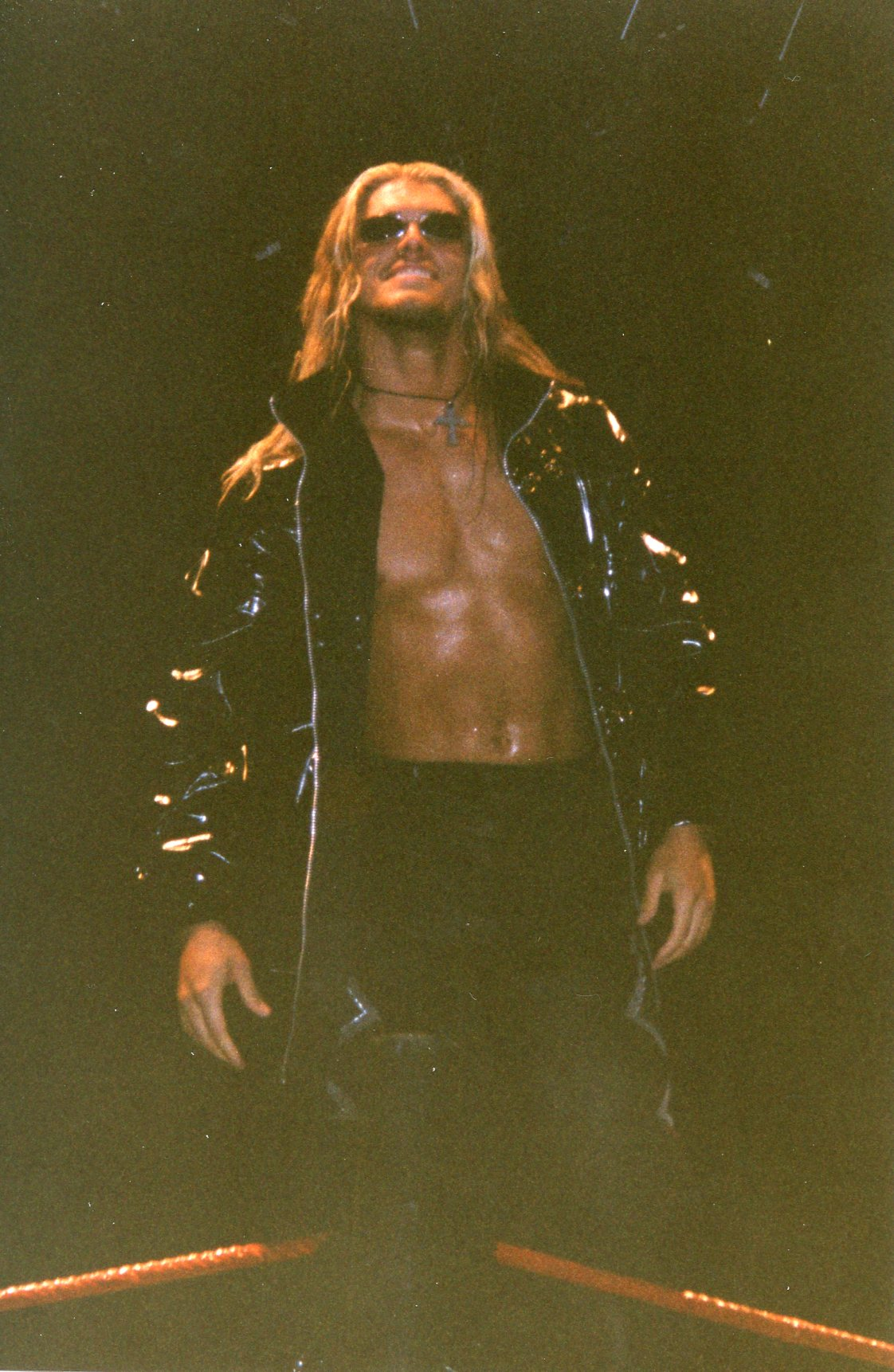
Edge debutó en la WWF a mediados de 1998, como miembro de The Brood.

Copeland debutó en la World Wrestling Federation el 22 de junio de 1998 en una edición de RAW, donde derrotó a José Estrada, Jr., y el 11 de octubre en Heat derrotó a Vader (siendo el último combate de Vader en la WWE). En SummerSlam hizo pareja con Sable, con quien derrotó a Jacqueline y a Marc Mero en un Mixed Tag Team Match.

#### Equipo con Christian (1998-2001)
Tras esto tuvo un feudo con Gangrel. Durante el feudo, Gangrel introdujo a Christian, quien era el hermano de Edge (kayfabe), como su aliado. Finalmente, Gangrel y Christian convencieron a Edge para que se aliase con ellos y juntos formaron un stable conocido como The Brood, el cual fue secuestrado por el stable Ministry of Darkness, quien convenció a The Brood para que se aliase con ellos. En mayo de 1999, The Brood se separó de Ministry of Darkness después de que Christian fuese atacado por Ken Shamrock y forzado a confesar la localización de Stephanie McMahon. El 24 de julio de 1999, Edge consiguió el Campeonato Intercontinental tras derrotar a Jeff Jarrett, pero lo perdió frente al mismo en el evento Fully Loaded.
Tras un corto feudo con The Ministry of Darkness, The Brood inició un nuevo feudo con The Hardy Boyz, sin embargo, Gangrel traicionó a Edge y Christian y formó un nuevo grupo llamado The New Brood junto con The Hardy Boyz. Tras la separación de The New Brood, Edge y Christian continuaron su feudo con The Hardy Boyz, frente a quien se enfrentaron en No Mercy en un Ladder match por los servicios de Terri Runnels como mánager, pero fueron derrotados. Posteriormente, en Survivor Series y Armageddon, participaron en combates en parejas, sin lograr la victoria.

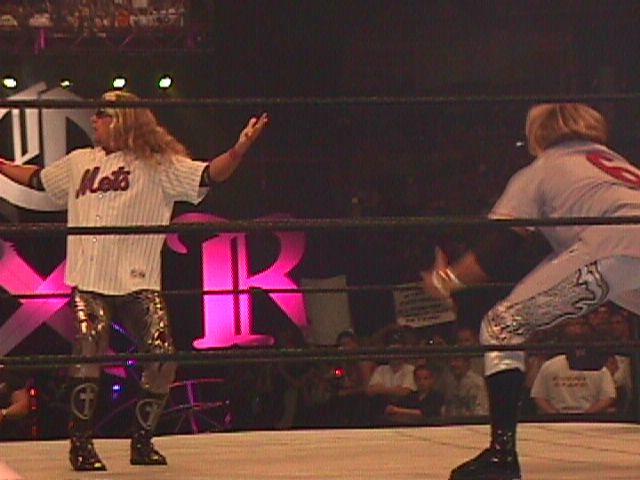
Edge & Christian en el evento King of the Ring de 2000.

Edge participó en el Royal Rumble, donde entró el #13, pero fue eliminado por Al Snow y Val Venis. En WrestleMania 2000, Edge y Christian consiguieron el Campeonato Mundial en Parejas por primera vez en su carrera tras derrotar a los Hardy Boyz y a los Dudley Boyz en un combate TLC. En Backlash lograron retener el Campeonato frente a D-Generation X, pero lo perdieron el 29 de mayo frente a Too Cool. Tras esto, se enfrentaron a The Hardy Boyz y a Too Cool en Insurrextion y en Judgment Day, respectivamente, donde fueron derrotados en ambos casos.
Posteriormente, Edge & Christian hicieron equipo con Kurt Angle, formando el Team ECK y tuvieron un feudo con Too Cool, el cual acabó en King of the Ring, cuando Edge & Christian ganaron el Campeonato Mundial en Parejas tras derrotar a Too Cool, The Hardy Boyz y a Test y Albert en un Four Corners Elimination match.
Tras retener el campeonato en Fully Loaded frente a The Acolytes y en SummerSlam frente a The Hardy Boyz y a The Dudley Boyz, Edge y Christian perdieron el campeonato frente a The Hardy Boyz en Unforgiven, pero lo recuperaron frente a los mismos en No Mercy. Sin embargo, un día después, volvieron a perder los campeonatos tras ser derrotados nuevamente por The Hardys. Posteriormente, en Survivor Series y Rebellion, participaron en combates en parejas, sin lograr la victoria.
En Armageddon, Edge y Christian ganaron el Campeonato Mundial en Parejas tras derrotar a los Dudley Boyz, Right To Censor y a Road Dogg y K-Kwik en un Fatal Four-Way Match, pero los perdieron el 18 de diciembre frente a The Rock y The Undertaker. Sin embargo, el 21 de diciembre, Edge y Christian volvieron a ganar los campeonatos tras derrotar a los mismos.

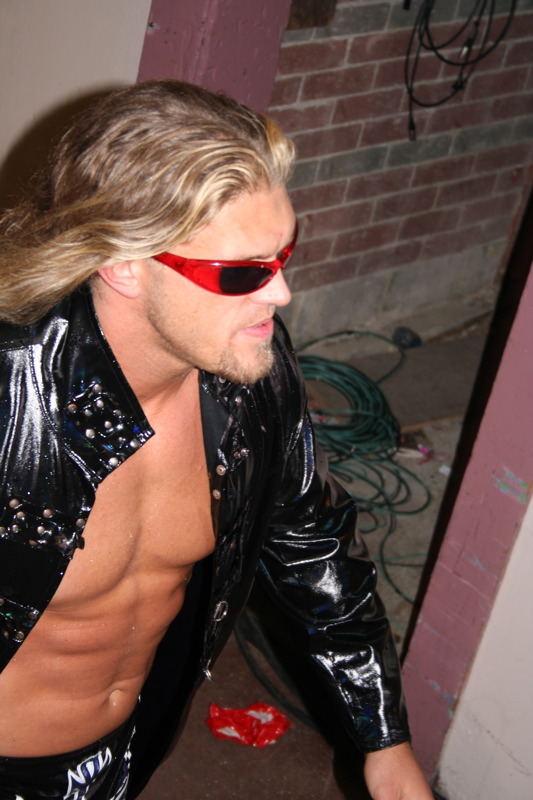
A partir de 2001, Edge & Christian se separaron y empezaron carreras individuales.

En el evento Royal Rumble, Edge & Christian perdieron el Campeonato Mundial en Parejas frente a los Dudley Boyz y posteriormente la revancha en No Way Out, pero los recuperaron en WrestleMania X-Seven tras derrotar a The Hardy Boyz y The Dudley Boyz en un TLC Match. Sin embargo, el 19 de abril perdieron los campeonatos frente a Brothers of Destruction.

#### Reinados como Campeón y varios feudos (2001-2003)
Tras esto, Edge participó en el torneo King of the Ring, donde derrotó a Perry Saturn en los cuartos de final, a Rhyno en las semifinales, y a Kurt Angle en la final, ganando así dicho torneo. Posteriormente en SummerSlam derrotó a Lance Storm ganando el Campeonato Intercontinental. El 3 de septiembre, Christian traicionó a Edge, lo que provocó un feudo entre ellos en torno al Campeonato Intercontinental. En Unforgiven, Edge perdió dicho campeonato frente a Christian, recuperándolo un mes más tarde en el evento No Mercy ante el mismo en un ladder match. Finalmente retuvo el campeonato frente a Christian en Rebellion en una steel cage match, terminando así el feudo entre ellos.
El 5 de noviembre perdió el Campeonato Intercontinental frente a Test, pero una semana después, el 12 de noviembre, Edge ganó el Campeonato de los Estados Unidos de la WCW tras derrotar a Kurt Angle. Tras esto tuvo un pequeño feudo con Test, el cual terminó en Survivor Series, donde Edge salió victorioso en un combate de unificación del Campeonato Intercontinental y del Campeonato de los Estados Unidos.
En el evento Royal Rumble, Edge perdió el Campeonato Intercontinental frente a William Regal y posteriormente la revancha en No Way Out. Tras esto inició un breve feudo con Booker T, el cual terminó en WrestleMania X8, donde salió victorioso. El 25 de marzo en la edición de RAW, durante la cual se realizó el Draft, Edge fue enviado a la marca SmackDown!, donde tuvo un feudo con Kurt Angle, frente a quien se enfrentó en Backlash y en Judgment Day, con una derrota y una victoria, respectivamente. Tras esto se alió con Hollywood Hulk Hogan, ganando junto a él el Campeonato Mundial en Parejas de la WWE tras derrotar a Billy & Chuck el 4 de julio de 2002, pero lo perdieron frente a Christian & Lance Storm en Vengeance.
Luego tuvo un feudo con Eddie Guerrero, frente a quien se enfrentó SummerSlam, con victoria para Edge, y en Unforgiven, con victoria para Guerrero. Posteriormente empezó a formar pareja junto a Rey Mysterio y juntos participaron en un torneo para coronar a los primeros Campeones en Pareja de la WWE. El 10 de octubre, Edge & Mysterio derrotaron a Tajiri & Brock Lesnar en los cuartos de final y el 17 de octubre, a Ron Simmons & Reverend D-von en las semifinales, pero perdieron en la final en No Mercy frente a Chris Benoit & Kurt Angle.
En Rebellion, Edge tuvo una oportunidad por el Campeonato de la WWE frente al campeón Brock Lesnar, pero perdió la lucha. Finalmente, el 7 de noviembre, Edge y Mysterio ganaron el Campeonato en Parejas de la WWE tras derrotar a Benoit y Angle, pero lo perdieron en Survivor Series ante Eddie & Chavo Guerrero en un combate en el que también participaban Angle y Benoit.
Edge participó en Royal Rumble 2003 como el #5, pero fue eliminado por Chris Jericho, y en febrero de 2003, Edge sufrió una fractura de cuello (causa de su retiro en 2011), la cual necesitaría cirugía, por lo que se mantuvo inactivo el resto del 2003. Su regresó se iba a dar en febrero de 2004, pero tuvo otra lesión, esta vez de tobillo.

#### Combates por el Campeonato Mundial (2004-2005)
Regresó el 22 de marzo durante la edición del Draft, donde fue trasladado de SmackDown! a RAW. Allí tuvo un feudo con Kane, el cual terminó en Backlash, donde salió victorioso. Tras esto, se alió con Chris Benoit y tuvieron un feudo con los integrantes de Evolution Batista y Ric Flair, derrotándoles el 19 de abril de 2004, consiguiendo el Campeonato Mundial en Parejas de la WWE, pero los perdieron el 31 de mayo ante La Resistance. En Vengeance, Edge derrotó a Randy Orton, ganando el Campeonato Intercontinental de la WWE. Luego tuvo un feudo con Chris Jericho, reteniendo ante él y ante Batista el Campeonato Intercontinental en SummerSlam. Sin embargo, debido a una lesión, tuvo que dejar el campeonato vacante el 6 de septiembre de 2004.
En Taboo Tuesday, fue una de las opciones para pelear por el Campeonato Mundial Peso Pesado de Triple H, pero los fanes votaron a Shawn Michaels, por lo que luchó junto al otro luchador que podía ser elegido, Chris Benoit, contra La Resistance, ganando ambos luchadores el Campeonato Mundial en Parejas de nuevo, a pesar de que Edge se fue de la arena comenzando a mostrar actitudes propias de un heel antes de terminar la lucha. Como consecuencia de aquello, provocó que el 1 de noviembre de 2004 perdieron los títulos en pareja frente a los mismos, consolidando su giro a heel. En Survivor Series, el equipo de Edge perdió en una lucha de eliminación clásica.
En New Year's Revolution, Edge participó en una Elimination Chamber por el Campeonato Mundial Peso Pesado, pero fue eliminado tras ser atacado por Shawn Michaels, el cual era el árbitro especial. Esto provocó un feudo entre ellos, el cual acabó en Royal Rumble, donde Edge salió victorioso.

#### Campeón de WWE (2005-2006)
Posteriormente, en WrestleMania 21, Edge ganó el combate Money in the Bank, obteniendo así un contrato para tener una lucha por cualquier Campeonato Mundial, en cualquier momento y en cualquier lugar de su preferencia durante los 12 meses siguientes. Tras esto tuvo un breve feudo con Chris Benoit, el cual terminó en Backlash, donde Edge venció a Benoit en un Last Man Standing match.
Durante este periodo, Edge se enamoró de Lita, la cual era novia de Matt Hardy. Posteriormente, Lita sufrió una rotura en el ligamento cruzado anterior. Durante el tiempo de recuperación de dicha lesión, Lita tuvo un romance con Edge mientras seguía siendo la novia de Matt. Poco antes de que el incidente se hiciese público, la WWE decidió despedir a Matt para evitar cualquier tipo de represalias hacia Edge y Lita. A mediados de 2005 tuvo un breve feudo con Kane, el cual era el marido de Lita (Kayfabe), frente a quien se enfrentó en Vengeance, donde Edge fue derrotado. Tras el regreso de Matt, la WWE utilizó la situación que estaban viviendo para convertirlo en un storyline.
Edge y Matt se enfrentaron en SummerSlam, donde Edge salió victorioso, el 19 de agosto en RAW en un combate Street Fight, el cual terminó sin resultado, y en Unforgiven, donde Edge fue derrotado en un Steel Cage Match. El feudo llegó a su fin el 3 de octubre en Homecoming, donde Edge consiguió la victoria sobre Matt en un Loser Leaves Raw Ladder match, provocando que Matt fuese trasladado a SmackDown!.
Poco después de su victoria en Homecoming sufrió una lesión sobre su pectoral mayor, por lo que estuvo varias semanas sin luchar. Durante ese tiempo inició un segmento en RAW, el cual se llamó "The Cutting Edge" y donde comenzó a referirse a sí mismo como "The Rated R Superstar". Edge usó su nuevo segmento para hablar del escándalo de Ric Flair, el cual había sido arrestado por golpear a un peatón, lo que provocó un feudo con Flair.

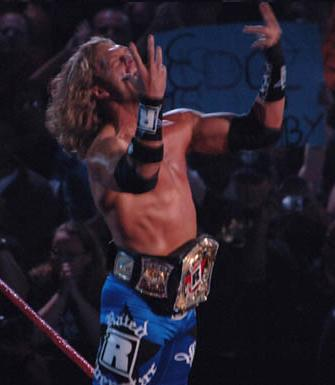
Durante su segundo reinado, Edge tuvo su propio diseño del Campeonato de la WWE.

En New Year's Revolution, Edge se enfrentó a Ric Flair en un combate por el Campeonato Intercontinental, pero fue descalificado, por lo que no consiguió ganar el título. Más tarde esa misma noche, tras terminar la Elimination Chamber donde John Cena había retenido su Campeonato de la WWE, Edge canjeó su contrato del Money in the Bank, obteniendo un combate por el título, el cual ganó, proclamándose Campeón de la WWE por primera vez en su carrera. Tras retener el título el 16 de enero frente a Ric Flair perdió el Campeonato de la WWE frente a John Cena en el evento Royal Rumble.
El 13 de febrero fue derrotado por Cena en un combate de revancha, siendo el árbitro especial Mick Foley, quien fue acusado por Edge de su derrota frente a Cena, provocando un feudo entre ellos, el cual terminó en WrestleMania 22, donde Edge derrotó a Foley en un Hardcore match. En Backlash se enfrentó a John Cena y Triple H en un combate Triple Threat Match por el Campeonato de la WWE, combate que finalmente fue ganado por Cena.

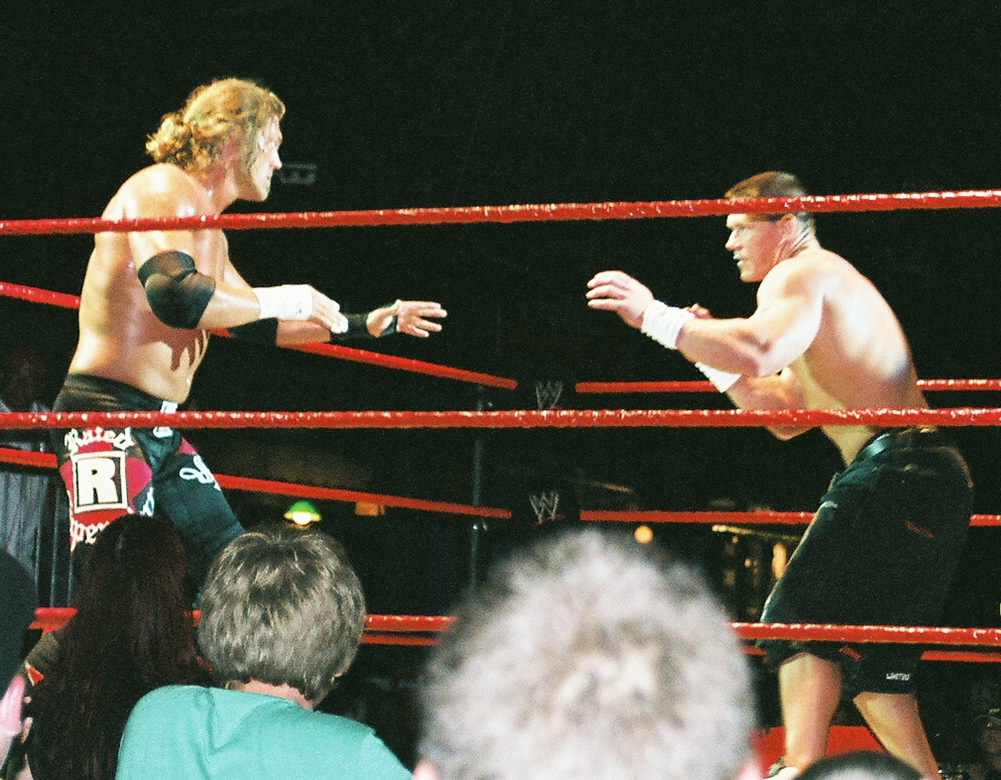
Uno de los mayores rivales que ha tenido Edge en su carrera ha sido John Cena, teniendo varias luchas por títulos mundiales.

A principios de mayo, Edge inició una alianza con Mick Foley después de que Edge ayudase a Foley a ganar un combate frente a Tommy Dreamer. Tras esto, Edge y Foley se proclamaron de manera extraoficial Co-Campeones Hardcore. En One Night Stand, Edge, Foley y Lita derrotaron a Tommy Dreamer, Terry Funk y Beulah McGillicutty en un Combate en Parejas Extremo. Más tarde esa misma noche, Edge interfirió en el combate entre Rob Van Dam y John Cena, donde ayudó a Van Dam a conseguir el Campeonato de la WWE. Tras esto tuvo un pequeño feudo en torno al Campeonato de la WWE con Rob Van Dam, quien derrotó a Edge en Vengeance. El 3 de julio, Edge ganó el Campeonato de la WWE, después de derrotar a John Cena y a Rob Van Dam en un Triple Threat Match. Tras esto empezó un feudo con Cena, a quien derrotó en Saturday Night's Main Event y en SummerSlam, consiguiendo retener el campeonato. Finalmente en Unforgiven fue derrotado por Cena en un combate TLC Match, perdiendo así el campeonato y terminando el feudo entre ellos. Luego en el siguiente RAW se volvió a enfrentar a Cena en el combate de revancha el cual fue Steel Cage Match por el Campeonato de la WWE en el cual perdió debido a la interferencia de DX luego que Shawn Michaels le pegara una Sweet Chin Music cuando se preparaba a salir de la jaula.

#### Rated-RKO (2006-2007)
El 9 de octubre, Edge formó un dúo con Randy Orton llamado Rated-RKO, el cual tuvo como objetivo derrotar a D-Generation X (DX). En Cyber Sunday, Edge y Orton derrotaron a DX, terminando con el invicto que mantenían desde junio. El 13 de noviembre en RAW, Rated-RKO derrotó a Ric Flair y Roddy Piper, ganando el Campeonato Mundial en Parejas. Su feudo con DX continuó en Survivor Series en donde el equipo de Edge y Orton (compuesto por Rated-RKO, Mike Knox, Johnny Nitro y Gregory Helms) sufrió una derrota frente al equipo DX (compuesto por Triple H, Shawn Michaels, Matt Hardy, Jeff Hardy y CM Punk) en un combate de eliminación, clásica siendo eliminado Edge por Shawn Michaels tras recibir un "sweet chin music".

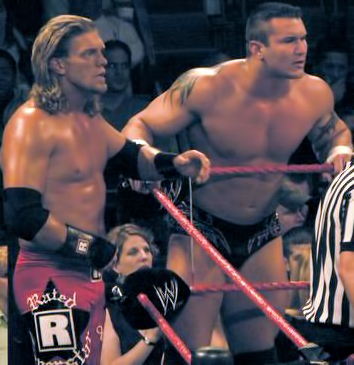
A finales de 2006, se unió a Randy Orton, formando Rated RKO, para enfrentarse a D-Generation X.

En New Year's Revolution, Edge comenzó el año enfrentándose a D-Generation X por el Campeonato Mundial en Parejas que poseía junto a Randy Orton. Durante este combate Triple H sufrió una lesión, por lo cual la lucha debió acabar apresuradamente. Edge participó en el Royal Rumble match, donde fue eliminado por Shawn Michaels. Un día después, el 29 de enero, perdió junto con Randy Orton el Campeonato Mundial en Parejas frente a John Cena y Shawn Michaels.
A principios de febrero derrotó a Rob Van Dam clasificándose para el combate Money in the Bank, en un combate donde Edge sufrió una rotura de mandíbula. A pesar de dicha lesión, Edge continuó haciendo apariciones especiales en RAW. En WrestleMania 23 se enfrentó a CM Punk, Finlay, Randy Orton, Mr. Kennedy, King Booker, Matt Hardy y Jeff Hardy en el Money in the Bank ladder match, combate que finalmente fue ganado por Kennedy. Posteriormente en Backlash, participó en la lucha por el Campeonato de la WWE, frente a Randy Orton, Shawn Michaels y el entonces campeón John Cena, donde Cena salió victorioso.

#### La Familia (2007-2009)
El 7 de mayo en RAW, Edge derrotó a Mr. Kennedy ganando por segunda vez el contrato del Money in the Bank y el 11 de mayo utilizó dicho contrato para derrotar a The Undertaker y convertirse por primera vez en Campeón Mundial Peso Pesado. Como consecuencia de esta victoria, Edge fue trasladado a SmackDown!. Posteriormente, inició un feudo con Batista, a quien derrotó en Judgment Day, en One Night Stand en un Steel Cage match, y en Vengeance en un Last Chance Match, logrando retener el campeonato en todas las ocasiones. Tras esto inició un nuevo feudo con Kane, quien le provocó una lesión en el pectoral mayor, por lo que tuvo que dejar vacante el Campeonato Mundial.
Hizo su regresó en Survivor Series, donde ayudó a Batista a retener el Campeonato Mundial Peso Pesado frente a The Undertaker. La siguiente semana en SmackDown!, Edge y la Gerente General Vickie Guerrero hicieron pública una relación amorosa. Edge hizo su regresó oficial el 30 de noviembre en un combate frente a Batista por el Campeonato Mundial Peso Pesado, el cual terminó después de que The Undertaker atacase a Edge. Tras esto se decretó un Triple Threat Match por el Campeonato Mundial Peso Pesado en Armageddon, donde Edge consiguió el campeonato después de derrotar a The Undertaker y a Batista. Durante el combate, Edge usó a dos dobles para distraer a Batista y The Undertaker. Más tarde se descubrió que los dobles eran los Major Brothers, quienes desde entonces se hicieron llamar Curt Hawkins y Zack Ryder.
A principios de 2008, Edge entró en un feudo con Rey Mysterio, al cual derrotó en Royal Rumble y No Way Out, en ambas ocasiones reteniendo el Campeonato Mundial Peso Pesado. Posteriormente, inició un feudo con The Undertaker en torno al Campeonato Mundial Peso Pesado. Finalmente, en WrestleMania XXIV perdió el campeonato frente a The Undertaker. Debido a su derrota exigió su combate de revancha en Backlash, donde fue nuevamente derrotado. Durante ese período, Edge creó junto con Vickie Guerrero, Chavo Guerrero, Curt Hawkins, Zack Ryder y Bam Neely el stable La Familia. Su feudo con The Undertaker tuvo dos encuentros posteriores, llevados a cabo en Judgment Day y One Night Stand, obteniendo una derrota por count out y un triunfo, respectivamente en una TLC Match. Su triunfo en One Night Stand le dio a Edge su tercer Campeonato Mundial Peso Pesado y forzó a The Undertaker a retirarse de la WWE (Kayfabe).
Edge defendió exitosamente el Campeonato Mundial en Night of Champions frente a Batista, pero un día después en la edición del 30 de junio de RAW, CM Punk utilizó el contrato del Money in the Bank y derrotó a Edge, que había sido atacado por Batista previamente. En The Great American Bash, Edge se enfrentó a Triple H por el Campeonato de la WWE, pero a pesar de las interferencias de Vickie Guerrero y Alicia Fox, no logró ganar el combate. Como castigo de una supuesta infidelidad de Edge con Alicia Fox, Vickie Guerrero pactó una lucha entre Edge y The Undertaker para SummerSlam en una Hell in a Cell. Las semanas anteriores a su combate Edge atacó a miembros de La Familia y a Mick Foley, alegando un cambio en su personalidad. Finalmente, en SummerSlam, fue derrotado por The Undertaker y "enviado al infierno". Edge hizo su regresó en Survivor Series, como participante sorpresa en el combate por el Campeonato de la WWE, el cual ganó, consiguiendo el Campeonato de la WWE por tercera vez, pero lo perdió un mes después Armageddon frente a Jeff Hardy, en un combate donde también participó Triple H.

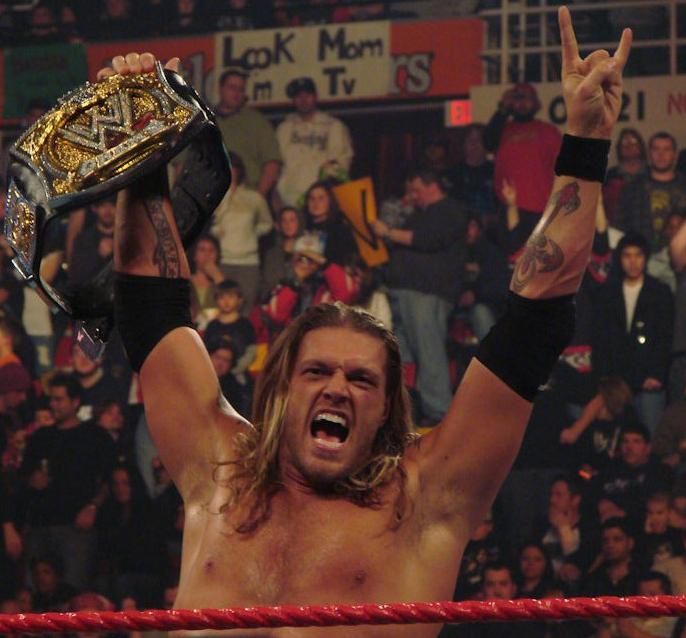
Edge tras ganar el Campeonato de la WWE en el Royal Rumble 2009.

En Royal Rumble, Edge consiguió su cuarto Campeonato de la WWE al derrotar a Jeff Hardy después de que Matt Hardy atacase a su hermano con una silla. En No Way Out, Edge perdió el Campeonato de la WWE en la Elimination Chamber de Smackdown, tras ser eliminado por Jeff Hardy en primer lugar, pero más tarde en ese mismo evento ganó el Campeonato Mundial Peso Pesado tras ganar la Elimination Chamber de RAW, a la cual accedió después de atacar a Kofi Kingston en el momento en el que entraba. En WrestleMania XXV, Edge perdió el campeonato frente a John Cena, en una lucha en que también participó The Big Show, pero en Backlash recuperó el título tras derrotar a Cena en un Last Man Standing con ayuda de Big Show. Posteriormente, retuvo el campeonato frente a Jeff Hardy en Judgment Day, perdiéndolo frente el mismo en una Ladder Match en Extreme Rules, aunque inmediatamente fue ganado por CM Punk al cobrar este su contrato del Money in the Bank. En The Bash, Edge ganó el Campeonato Unificado en Parejas de la WWE junto con Chris Jericho tras derrotar a Carlito & Primo y a Cody Rhodes & Ted DiBiase. Sin embargo, el 3 de julio sufrió un desgarro del tendón de Aquiles durante un house show frente a Jeff Hardy, requiriendo cirugía y manteniéndole inactivo hasta principios de 2010. Debido a esta lesión, Edge fue despojado del Campeonato Unificado en Parejas de la WWE, el cual pasó a manos de Big Show, quien fue elegido por Jericho como nuevo compañero.

#### Récord como Campeón Mundial de Peso Pesado (2010-2011)
Durante los meses en los que estuvo inactivo, Jericho insultó a Edge, a quien llamó "débil" a causa de su lesión. Finalmente, en Royal Rumble, Edge regresó de su lesión entrando #29, ganando el Royal Rumble match después de hacer Spears a todos los que estaban en el ring y consiguió eliminar a Chris Jericho y John Cena. Tras esto tuvo un feudo con Jericho, volviéndose face, frente a quien se enfrentó en WrestleMania XXVI por el Campeonato Mundial Peso Pesado, con victoria para Jericho y posteriormente en Extreme Rules, con una victoria para Edge en una Steel Cage Match.

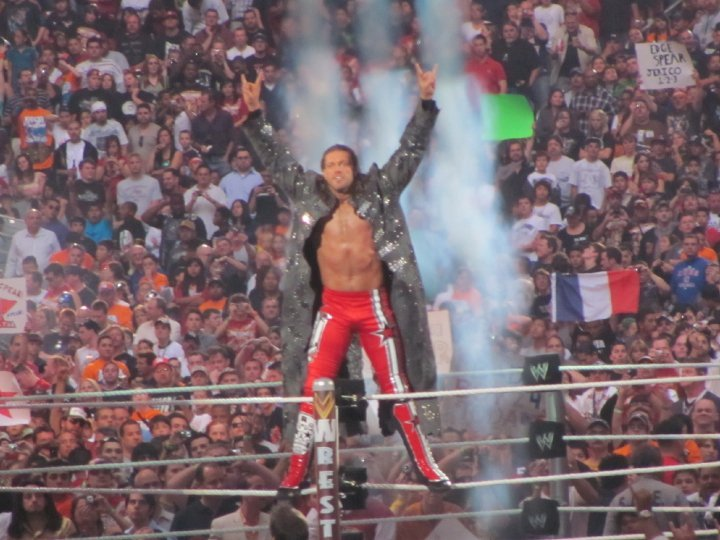
Edge haciendo su entrada en WrestleMania XXVI, donde perdió ante Chris Jericho por el Campeonato Mundial Peso Pesado.

El 26 de abril, durante la edición del Draft, fue trasladado de SmackDown! a RAW iniciando un feudo con Randy Orton luego que interfería en su lucha con Sheamus y Batista volviéndose heel, feudo que culminó en Over the Limit en donde ambos se enfrentaron, terminando en una doble descalificación tras una lesión legítima que tuvo Orton.
Luego en Fatal 4-Way se enfrentó a John Cena, Orton y Sheamus por el Campeonato de la WWE en el que Sheamus ganó el título de Cena debido a intervención de The Nexus. Participó en el RAW Money in the Bank en el evento Money in the Bank, pero no logró ganar, siendo The Miz el ganador. La noche siguiente intentó obtener una oportunidad por el Campeonato de la WWE en SummerSlam contra Chris Jericho y Randy Orton, siendo este último el ganador. Después del combate se insultó con Jericho siendo ambos atacados por The Nexus. Luego en SummerSlam participó en el equipo de John Cena en contra del equipo The Nexus siendo este eliminado por Heath Slater. Después participó en Night of Champions por el Campeonato de la WWE contra el campeón Sheamus, Cena, Jericho, Orton y Wade Barrett, ganando Orton. Durante este tiempo, empezó a ser molestado por el General Manager de RAW, quien le puso semana tras semana en combates difíciles, como ante The Great Khali, ante John Cena (cuya victoria fue anulada por el General Manager y que causó que Edge destrozara el ordenador portátil) o ante Jack Swagger en Hell in a Cell, ganando Edge este último combate y cambiando a face. Finalmente, el 4 de octubre fue cambiado de RAW a Smackdown!. Durante ese periodo continuó un feudo con Swagger enfrentándose en varias ocasiones. Luego el 15 de octubre derrotó a Dolph Ziggler para clasificar al equipo de Smackdown en Bragging Rights. En dicho evento, el Team SmackDown (Big Show (capitán), Rey Mysterio, Jack Swagger, Edge, Alberto Del Rio, Tyler Reks & Kofi Kingston) derrotó al Team Raw (The Miz (capitán), Santino Marella, R-Truth, John Morrison, Sheamus, CM Punk & Ezekiel Jackson).
Luego derrotó a Mysterio y Del Rio, ganando una oportunidad por el Campeonato Mundial Peso Pesado de Kane en Survivor Series, empezando un feudo con el campeón, durante el cual Edge secuestró al (kayfabe) padre de Kane, Paul Bearer. En Survivor Series, ambos quedaron en empate, después de que Edge le aplicara un "Spear" y se hicieran un pinfall mutuamente. Continuó su feudo con Kane haciéndolo buscar incansablemente a Bearer. Luego en Smackdown! venció a Kane pudiendo decidir la estipulación de su pelea por el Campeonato Mundial Peso Pesado contra Kane en TLC: Tables, Ladders & Chairs enfrentándose en un Tables, Ladders & Chairs Match a Rey Mysterio, Alberto Del Rio y Kane ganando Edge el Campeonato Mundial Peso Pesado.
En el primer Smackdown! del año, Edge retuvo el Campeonato Mundial Peso Pesado ante Kane en un Last Man Standing Match, terminando así el feudo entre ellos. Luego se estipuló un combate por el campeonato de Edge ante Dolph Ziggler en Royal Rumble en el que el "Spear" de Edge estaría prohibido. Caso contrario perdería el campeonato. En el evento, retuvo su título ante Ziggler al hacer un "Killswitch", además usando la "Spear" en el combate cuando el árbitro y Vickie Guerrero no lo estaban viendo. Luego, defendió con éxito el campeonato ante Ziggler en dos ocasiones más. El 4 de febrero lo defendió junto a Kelly Kelly contra de LayCool & Dolph Ziggler y el 11 de febrero, ante Ziggler gracias a la intervención de Clay Matthews III. Sin embargo, durante el último combate usó la "Spear", movimiento que estaba prohibido, por lo que el 15 de febrero (emitido el 18 de febrero) en SmackDown, Vickie Guerrero lo despidió acusándole de haber sido él el que había atacado a Theodore Long y se lo dio a Dolph Ziggler. Sin embargo, tuvo su revancha esa misma noche después de reaparecer Theodore Long y programando un combate por el Campeonato Mundial Pesado, combate que terminó con victoria de Edge y así consiguiendo su séptimo Campeonato Mundial Peso Pesado, haciéndole once veces Campeón Mundial.

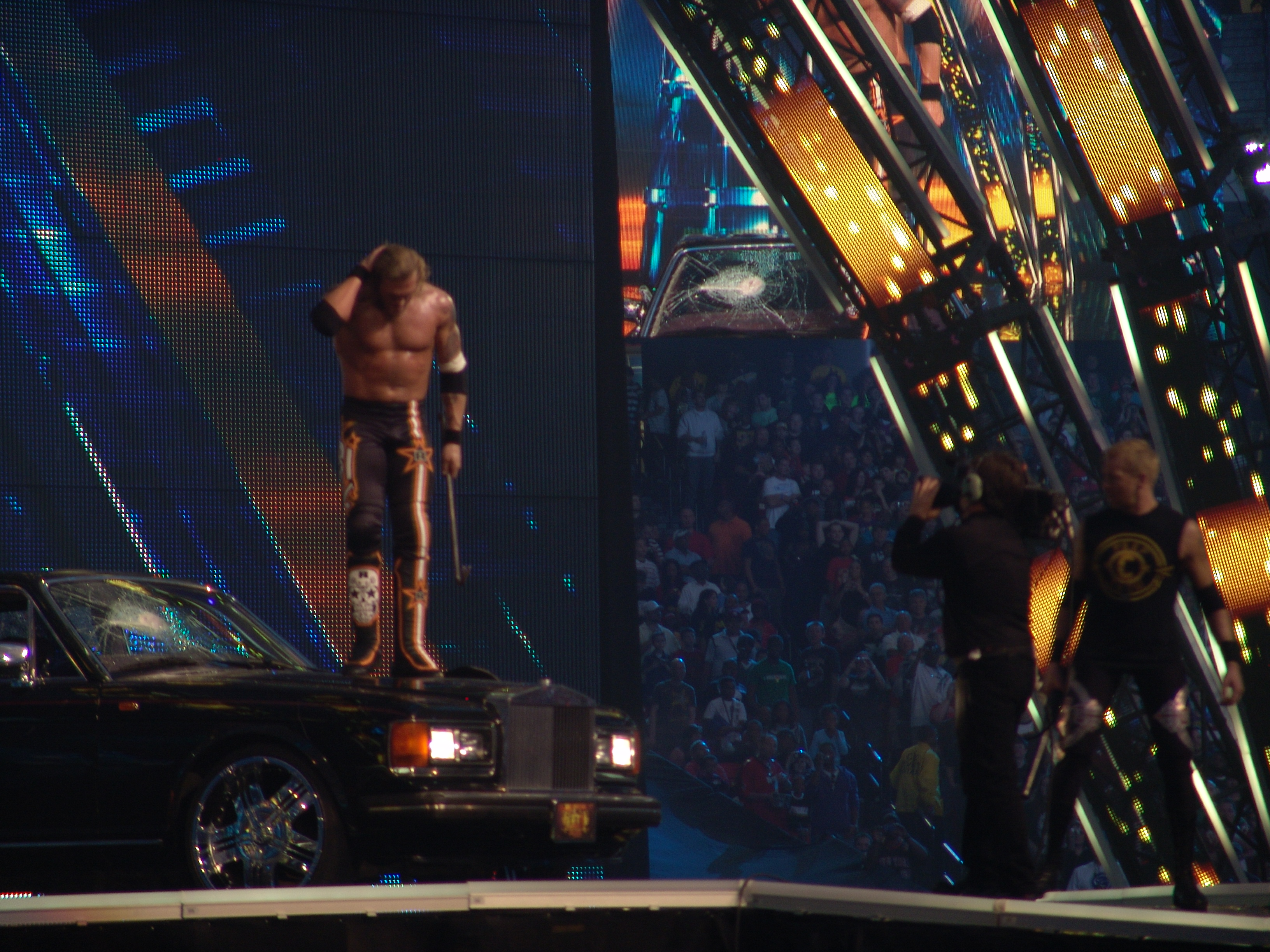
Edge y Christian destrozando el Rolls Royce de Alberto Del Rio al acabar su combate en WrestleMania XXVII.

El 20 de febrero de 2011 en Elimination Chamber derrotó finalmente a Rey Mysterio reteniendo el título en un Elimination Chamber Match donde también participaron Kane, Wade Barrett, Drew McIntyre y Big Show. Después de la lucha fue atacado por Alberto Del Rio para después ser ayudado por Christian quien hizo su retorno. A la semana siguiente, se enfrentó junto a Kelly Kelly a McIntyre & Guerrero, donde estaba en juego el puesto de Vickie, ganando los primeros, por lo que Guerrero fue despedida, pero inmediatamente después fue atacado por Alberto Del Rio. En el siguiente Smackdown, Edge luchó contra Drew McIntyre con el World Heavyweight Championship en juego como recompensa para McIntyre por haber perdido la semana pasada y haciendo que Vickie Guerrero fuera despedida, y una vez más Edge defendió exitosamente su título. El 11 de marzo hizo pareja con Christian después de 10 años de estar separados, donde se enfrentaron contra Alberto Del Rio & Brodus Clay, obteniendo la victoria. En WrestleMania XXVII retuvo el Campeonato Mundial Peso Pesado de la WWE derrotando a Alberto Del Rio. 

#### Primer retiro y WWE Hall of Famer (2010-2011)
En el episodio del 11 de abril de 2011, de Raw, Edge anunció su retiro debido a unas pruebas médicas que se realizaron después de WrestleMania XXVII, los cuales revelaron que si seguía luchando terminaría en silla de ruedas por el resto de su vida debido a la fractura de cuello que se hizo en febrero de 2003. Al día siguiente, en las grabaciones de SmackDown, dejó el Campeonato Mundial Peso Pesado vacante, retirándose de la lucha libre profesional. Esa misma noche, el Roster de Smackdown salió a despedir con aplausos a Edge acompañados de los Fanes quienes se pusieron de pie y le dieron fuertes aplausos y gritaron su nombre hasta el final del show. Al final se despidió de la gente y le dio gracias a su madre por hacer esto posible. En este emotivo gesto, sus amigos Christian, Triple H, The Big Show, Rey Mysterio y Chavo Guerrero subieron al Ring a encontrarse con Edge para brindarle abrazos de despedida. En Extreme Rules hizo su aparición, distrayendo a Alberto Del Rio y ayudando a Christian a conseguir el Campeonato Mundial Peso Pesado.
En SummerSlam 2011 hizo una aparición para ayudar a Christian, pero en vez de ayudarlo lo insultó dejándolo solo en su combate contra Randy Orton. Su siguiente aparición fue el 13 de septiembre en SmackDown (emitido el 16 de septiembre) en un evento de Toronto, donde hizo el Cutting Edge con el campeón Mundial Peso Pesado Randy Orton y el retador al título Mark Henry. En Raw Supershow del 9 de enero de 2012, se anunció que sería introducido al Salón de la Fama de la WWE, clase 2012. En la noche de WrestleMania apareció como miembro del Salón de la Fama de la WWE apareciendo por última vez en WrestleMania XXVIII. Hizo una aparición en el Raw SuperShow del 23 de abril del 2012 pidiéndole a John Cena que despertara y derrotara a Brock Lesnar. Pocos días después, Copeland abandonó la empresa al no llegar a un acuerdo sobre su renovación debido a que en su punto de vista el salario que le ofrecían no era suficiente.
Hizo una aparición especial en las grabaciones de Smackdown el 18 de septiembre para hablar de sus próximos proyectos sobre su renovación, pero además arremetió contra Daniel Bryan y Kane, a quienes criticó por los abrazos que se han dado en semanas recientes, tras haber participado en un grupo de control de la ira. En septiembre de 2013, invitado por Triple H hizo sus últimas apariciones en la WWE, en Raw, en la que The Shield atacó a Christian y Smackdown, la cual contó con la aparición de Cutting Edge, con Daniel Bryan y Randy Orton, como invitados.
Edge y Christian regresaron el 29 de diciembre del 2014 en Raw como Gerentes Interinos esta semana tanto de Raw como de Smackdown, donde se celebró la primera The Cutting Edge Peep Show entrevistando Seth Rollins, quien los atacó junto con Big Show. Seth Rollins trato de romperle el cuello a Edge, obligando así a John Cena traer de vuelta a The Authority. Peso a esto, esa misma semana en WWE Main Event se volvió a celebrar Cutting Edge Peep Show, esta vez entrevistando a Adam Rose y Los Rosebuds. Recientemente Edge y Christian aparecieron en los camerinos de RAW en un pequeño segmento junto con The Dudley Boyz y The New Day. Después del show, Edge y Christian estuvieron en el Podcast de Stone Cold Steve Austin. En RAW del 15 de febrero de 2016 se confirmó la presencia de Edge  y Christian para realizar su Cutting Edge a los integrantes de The New Day en WWE Fastlane. Esto se llevó a cabo y solo hubo un intercambio de palabras entre The New Day y The League of Nations.
El 15 de noviembre de 2016, apareció en el episodio 900 de SmackDown LIVE, con su segmento "The Cutting Edge", teniendo como invitados a los miembros del Team SmackDown Live, donde también apareció The Undertaker.
El 7 de abril de 2018, Edge y Christian introdujeron a The Dudley Boyz en el Salón de la Fama de la WWE. Más tarde ese año, el 16 de octubre en el episodio n⁰ 1000 de SmackDown, Edge presentó "The Cutting Edge", con la Campeona Femenina de SmackDown, Becky Lynch, como su invitada.
El 11 de agosto de 2019, en el pre-show de SummerSlam en su ciudad natal Toronto, Canadá, Edge interrumpió la actuación de Elias y lo atacó con un "Spear", por lo tanto, participó físicamente en la lucha libre por primera vez desde 2011.

#### Regreso al ring y combates por el Campeonato Universal (2020-2022)
El 26 de enero de 2020, después de casi nueve años de su retiro, Edge regresó como Face en el Royal Rumble con el #21, eliminando a Luke Gallows, AJ Styles y Randy Orton, quedando entre los tres últimos competidores, antes de ser eliminado por Roman Reigns. La noche siguiente en Raw, Edge realizó una promo para hablar de su regreso. Sin embargo, fue interrumpido y posteriormente atacado por Orton comenzando un feudo con este último. Durante las siguientes semanas, Orton atacaría a Matt Hardy y a la esposa de Edge, Beth Phoenix, alegando que este lo había atacado, ya que lo respetaba y le tenía afecto, además según Randy, temía que sufriera una nueva lesión en el cuello que le impidiera continuar con su vida y su familia. Edge regresó el 9 de marzo atacando a MVP, demostrándole a Orton la forma en que lo había atacado anteriormente y retándolo a un Last Man Standing Match la semana siguiente para WrestleMania 36. El 26 de marzo (emitido el 4 de abril), Edge derrotó a Orton, luego de noquearlo con una llave y aplicarle el «Con-chair-to». 
El 16 de mayo, en un segmento con Kayla Braxton, Orton lo reto de nuevo a una revancha en Backlash en un Wrestling Match, lo cual Edge hizo oficial. En Backlash, Orton derrotó a Edge en un Wrestling Match, luego de cubrirlo con una «Running Punt Kick», durante el combate Edge sufrió una rotura de tríceps sometiéndose a cirugía exitosa, lo que lo va a dejar 8 a 10 meses sin poder luchar. Mientras tanto se funge como creativo de la marca Raw al mismo tiempo que se recupera de su lesión.
El 25 de enero de 2021 en Raw, Edge apareció en un vídeo grabado en el cual confirmó que estará en la batalla real de Royal Rumble. Edge logró ganar en la batalla real masculina saliendo el #1 en Royal Rumble, algo que no ocurría desde 2004 y uniéndose a Shawn Michaels y Chris Benoit como los luchadores que han ganado el Royal Rumble match saliendo en el primer lugar y siendo el primer luchador en obtener este logro años después de ser inducido en el Salón de la Fama. Así obtuvo la oportunidad de luchar por un título en WrestleMania 37 contra Drew McIntyre, Finn Bálor o Roman Reings, a quienes confrontó verbalmente. En Elimination Chamber, Edge atacó al Campeón Universal de la WWE Reigns con un "Spear", tomando la decisión de enfrentarlo en WrestleMania 37. Posteriormente en Fastlane, ejerció de "Special Outside Enforcer" durante el combate entre Reigns y Daniel Bryan por el campeonato, atacando a Bryan con una silla, lo que le costó su chance de ganar el combate. No obstante, en el episodio del 26 de marzo de SmackDown, Bryan fue agregado oficialmente al combate de WrestleMania, convirtiéndolo en un Triple Threat Match. En WrestleMania 37, tanto Edge como Bryan perdieron la lucha ante Reigns, luego de ser cubiertos para la cuenta de 3 de forma simultánea.
Tras una pausa de dos meses, Edge hizo su regreso en el episodio del 25 de junio, atacando tanto a Reigns como a Jimmy Uso, retomando su feudo con el primero. Al día siguiente en Talking Smack, se anunció que Edge se enfrentaría a Reigns por el Campeonato Universal en Money in the Bank. En la noche de dicho PPV, Edge no logró capturar el campeonato, debido a la interferencia de Seth Rollins. A raíz de aquello, durante las siguientes semanas, Edge y Rollins comenzaron una rivalidad, enfrentándose y atacándose el uno al otro hasta el episodio del 6 de agosto, donde Edge desafiaría a un combate en SummerSlam, el cual Rollins aceptó. En SummerSlam, Edge derrotó a Rollins por sumisión. En el episodio del 10 de septiembre, realizado en el Madison Square Garden, Edge fue derrotado por Rollins y después del combate, siendo sacado en una camilla.
Como parte del Draft, Edge fue seleccionado para la marca Raw. En el episodio del 8 de octubre de SmackDown, Edge desafió a Rollins a una lucha Hell in a Cell en Crown Jewel luego de que Rollins irrumpiera en su casa la semana anterior. En el evento, Edge posteriormente derrotó a Rollins para terminar el capítulo de su trilogía. Edge regresó el 29 de noviembre episodio de Raw, donde fue confrontado por The Miz. La semana siguiente, luego de otro acalorado intercambio verbal entre los dos durante un segmento de Miz TV, The Miz desafió a Edge a un combate en el PPV especial de la WWE por el Año Nuevo, Day 1, y Edge aceptó.
El 1 de enero de 2022 en Day 1, Edge derrotó a The Miz con la ayuda de su esposa en la vida real, Beth Phoenix. En Royal Rumble, Edge y Beth derrotaron a The Miz y Maryse en un Mixed Tag Team match.

#### Historia con The Judgment Day (2022-2023)
El 28 de febrero en Raw, lanzó un reto abierto para WrestleMania 38 siendo AJ Styles el oponente en aceptar la lucha. Posterior a eso, Edge atacó a Styles y aplicando dos veces el «Con-chair-to» cambiando de esta forma a heel por primera vez después de 12 años. En WrestleMania 38, Edge derrotó a Styles con la ayuda de Damian Priest, formándose así una alianza entre ambos. Durante este tiempo, debutó con un nuevo tema de entrada acorde a su personaje llamada The Other Side, que al igual que Metalingus es interpretada por Alter Bridge.
Se programó un segundo combate para WrestleMania Backlash, donde Edge derroto nuevamente a Styles en una lucha donde Priest no tenía permitido interferir. Sin embargo, durante el combate fue ayudado por una persona misteriosa, quien resultó ser Rhea Ripley. La noche siguiente en Raw, Edge apareció con un nuevo corte de pelo y anunció la incorporación de Ripley, formando así The Judgement Day y comenzando una rivalidad con Styles, Finn Bálor y Liv Morgan. En Hell in a Cell, Edge junto a Priest y Ripley, derrotarian a Styles, Morgan y Bálor, luego de que este último se distrajera con Rhea Ripley y fallara su remate ante Edge, culminando su rivalidad con Styles. Al día siguiente en el episodio de Raw, luego de un par de elogios, Edge tomaría el control de la palabra para mencionar que alguien más había recapacitado y sería el nuevo miembro de la facción. Cuando fue revelado que Finn Bálor era el cuarto miembro de The Judgement Day y luego de que este explicara sus acciones por unirse al grupo, Priest dirigió que necesitaban despojarse de limitaciones que les impedían llegar a lo más alto, en la cual Edge fue mencionado por él como la limitación de no seguir sus propios caminos. Tras esto, fue atacado y traicionado por sus propios discípulos, y a pesar de oponer resistencia, terminó brutalmente fuera de combate cuando Priest le atacó con el «Con-chair-to» en el cuello (kayfabe), para posteriormente ser expulsado del grupo. Bálor, quien asumiría el rol de líder, declaró que obtendrían nuevos retos y oportunidades para controlar la marca. A raíz de este ataque, Edge cambió a face silenciosamente.
Edge regresaría más adelante el 30 de julio en SummerSlam haciendo su entrada de The Brood. Allí interfirió a favor de The Mysterios (Rey Mysterio & Dominik Mysterio) en su lucha frente a The Judgement Day (Finn Bálor & Damian Priest), vengándose de estos últimos por haberle atacado meses atrás. Tras los ataques hacia a los Mysterio perpetuados por The Judgment Day, en el episodio del 29 de agosto de Raw, Edge anunció que él y Rey enfrentarán a Bálor y Priest en Clash at the Castle. Allí en Cardiff, el dúo se llevó la victoria sobre Bálor y Priest, sin embargo después del combate Edge y Rey fueron atacados por Dominik, uniéndose este a The Judgment Day. Posteriormente en el episodio de Raw del 12 de septiembre, Edge derrotó a Dominik por descalificación debido a una interferencia de Bálor, quien después, junto a The Judgmend Day atacó a Edge para, aparentemente, lesionarle una de sus piernas con una silla y dejarlo fuera de escena nuevamente. Sin embargo, regresaría el 26 de septiembre para atacar a The Judgment Day después de una lucha entre Priest y Matt Riddle, donde finalmente Edge retaría a Bálor a un «I Quit» match para Extreme Rules, reto que sería aceptado por este último. No obstante, fue derrotado por Bálor en el evento después de que Rhea Ripley amenazara a Beth Phoenix con aplicar el «Con-chair-to» (haciendo que Edge dijera "I Quit"), lo que efectivamente hizo una vez que el combate terminaba.
El 28 de enero de 2023 en Royal Rumble, Edge reapareció ingresando como el #24, eliminando a dos de los miembros de The Judgment Day, Damian Priest y Finn Bálor, aunque este último entraría al ring para eliminarle. Durante ese combate, tuvo una disputa con The Judgment Day en la rampa de entrada, en la que también se vieron involucradas su esposa Beth Phoenix y Rhea Ripley. En el episodio del 6 de febrero de Raw, la pareja desafiaría a Bálor y Ripley a un combate mixto en el evento Elimination Chamber a celebrarse en su Canadá natal, que fue aceptado por ellos. El 18 de febrero en el evento, Edge y Phoenix se llevaron la victoria después de que él mismo setenciara la lucha con un Big Rig a Bálor. Sin embargo, tras anunciarse un combate por el Campeonato de los Estados Unidos ante Austin Theory en el siguiente Raw, cayó derrotado luego de una interferencia de Bálor. El 2 de abril en la segunda noche de WrestleMania 39, Edge derrotó a Bálor en una lucha Hell in a Cell, en la que este último mencionado sufrió una herida luego de haber sido golpeado con una escalera por Edge, por lo que tuvo que ser tratado medicamente sobre el ring mientras el combate se realizaba.
Como parte del Draft 2023, fue trasladado a la marca SmackDown. En el episodio del 12 de mayo, Edge se enfrentó a Rey Mysterio y AJ Styles en un enfrentamiento de triple amenaza en la primera ronda del Torneo por el Campeonato Mundial de Peso Pesado, que fue ganado por Styles. El 28 de septiembre, múltiples reportes informaron que su contrato con WWE había expirado, lo que lo convirtió en un agente libre de firmar con cualquier otra empresa de lucha libre.

### All Elite Wrestling (2023–presente)

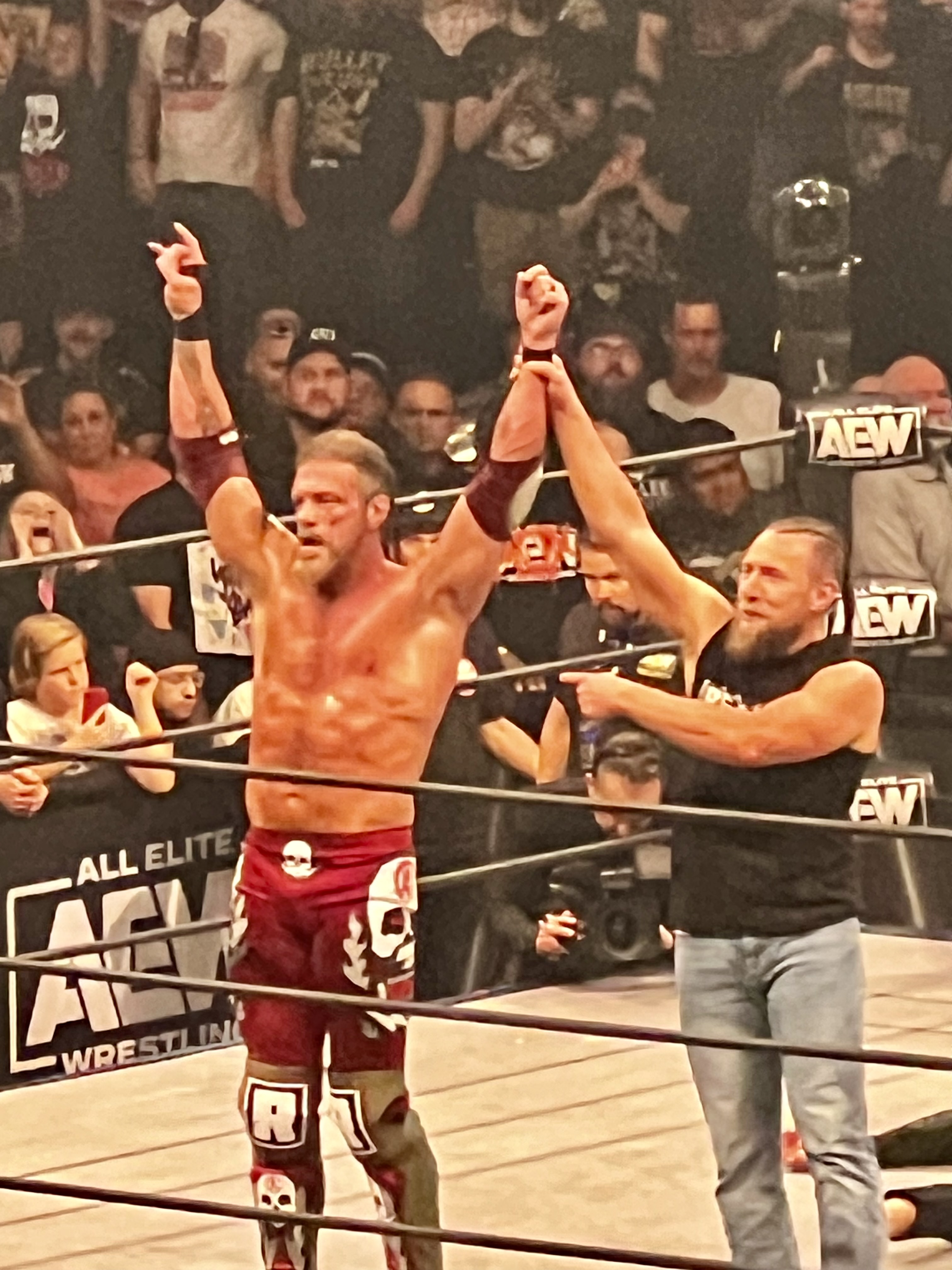
Adam Copeland en AEW

El 1 de octubre de 2023, Edge debutó en All Elite Wrestling (AEW) bajo su nombre real (Adam Copeland) durante el evento WrestleDream, atacando a su excompañero Christian Cage, Luchasaurus y Nick Wayne, aliandose en el proceso con Darby Allin y Sting.

## Carrera como actor
En el año 2000, Copeland hizo su debut en la televisión como actor en Highlander: Endgame.
En marzo de 2007, Copeland apareció junto a sus colegas de WWE Randy Orton, John Cena y Bobby Lashley en Deal or No Deal.  Semanas más tarde, apareció en el programa de sketches cómicos MADtv. Apareció en un comercial de Slim Jim, en el que su "lado picante" provocó el caos en un DMV, un restaurante y un hotel. Edge: a Decade of Decadence, un documental en DVD de la vida de Copeland, fue lanzado en diciembre de 2008. El DVD ilustra su carrera de lucha libre desde que ingresó a la entonces WWF hasta 2008.
En junio de 2011, Copeland apareció como Thelo, un anormal, en el episodio de la serie canadiense Sanctuary, "Into the Black". En septiembre de 2011, llevó a cabo un concurso de becas de ensayo "Edgucational", como un eco de cómo él mismo se inició en el negocio de la lucha libre. La beca fue para una de las estudiantes de Squared Circle Wrestling en Toronto, Alysha Verhoven, quien desde entonces ha trabajado como Leah von Dutch.
Copeland apareció regularmente en la serie Haven de Syfy, que comenzó en julio de 2011, como Dwight Hendrickson, un hombre con problemas cuya aflicción se revela como atraer balas y que trabaja como limpiador, limpiando después de los problemas. Más tarde es nombrado Jefe de Policía. Formó parte del elenco hasta el final de la serie del programa en diciembre de 2015.
WWE Studios lanzó la película Bending the Rules, protagonizada por Copeland, en 2012. WWE lanzó el tráiler oficial en el episodio del 28 de febrero de 2012 de Raw. El documental de 2012, You Think You Know Me – The Story of Edge, incluye una mirada a la vida y carrera de Copeland en la lucha libre profesional.
El 4 de septiembre de 2013, Copeland presentó un episodio especial de la serie Ghost Mine de Syfy.
En diciembre de 2014, Copeland hizo un cameo en el video musical de la canción In-Flight Safety "Destroy" como su personaje de Dwight Hendrickson.
En julio de 2015, Copeland fue nominado a un Golden Maple Award al mejor actor en una serie de televisión que se transmitió en los Estados Unidos por su papel en Haven como Dwight Hendrickson.
El 16 de julio de 2015, se anunció que Copeland interpretaría a Atom-Smasher en la segunda temporada de The Flash.
El 21 de febrero de 2016, Copeland y su gran amigo Christian comenzaron a protagonizar The Edge and Christian Show That Totally Reeks of Awesomeness, una serie en WWE Network.
El 14 de julio de 2016, Copeland protagonizó la serie de televisión canadiense Private Eyes, donde interpretó a Ben Fisk.
El 26 de julio de 2016, se anunció que Copeland interpretaría a Kjetill Flatnose en las temporadas 5 y 6 de Vikings en un papel recurrente. La serie finalizó el 30 de diciembre de 2020.
El 13 de octubre de 2022, se anunció que Copeland interpretaría a Ares en la adaptación de la serie de televisión Percy Jackson y los dioses del Olimpo de la serie de libros original, transmitida en Disney+.

### Filmografía
| Año           | Título                                | Papel              | Notas                                                                          |
| ------------- | ------------------------------------- | ------------------ | ------------------------------------------------------------------------------ |
| 2000          | Highlander: Endgame                   | Road bandit        |                                                                                |
| 2002          | Weakest Link                          | El mismo           |                                                                                |
| 2006          | Mind of Mencia                        | El mismo           | Episodio: Royal Religious Rumble                                               |
| 2007          | Deal or No Deal                       | El mismo           |                                                                                |
| 2007          | MADtv                                 | El mismo           |                                                                                |
| 2011          | Sanctuary                             | Thelo              | Episodio: Into the Black and Uprising                                          |
| 2011-2015     | Haven                                 | Dwight Hendrickson | Rol recurrente                                                                 |
| 2012          | Bending the Rules                     | Nick Blades        |                                                                                |
| 2015          | The Flash                             | Atom Smasher       |                                                                                |
| 2016          | Interrogation                         | Lucas Nolan        | Coprotagonista                                                                 |
| 2017-2020     | Vikingos                              | Kjetill Flatnose   | Elenco principal (temporada 5 y 6), serie de TV History Channel (20 episodios) |
| 2020          | El Avión del Dinero                   | Jack Reese         |                                                                                |
| 2023-presente | Percy Jackson y los dioses del Olimpo | Ares               | Elenco secundario, serie de TV Disney+                                         |

## Otros medios
Copeland ha aparecido como personaje jugable en los videojuegos WWF Attitude, WWF Royal Rumble, WWF WrestleMania 2000, WWF SmackDown!, WWF SmackDown! 2: Know Your Role, WWF SmackDown! Just Bring It, WWE SmackDown! Shut Your Mouth, WWE Crush Hour, WWE Raw, WWE WrestleMania XIX, WWE Raw 2: Ruthless Agression, WWE SmackDown! Here Comes The Pain, WWE Day Of Reckoning, WWE Survivor Series, WWE SmackDown! vs. Raw, WWE Day of Reckoning 2, WWE SmackDown! vs. Raw 2006, WWE SmackDown vs. Raw 2007, WWE SmackDown vs. Raw 2008, WWE SmackDown vs. Raw 2009, WWE SmackDown vs. Raw 2010, WWE SmackDown vs. Raw 2011, WWE All Stars, WWE '12, WWE '13, WWE 2K14, WWE 2K16, WWE 2K17, WWE 2K18, WWE 2K19 WWE 2K20, WWE 2K22, WWE 2K23y AEW Fight Forever

## Campeonatos y logros
- All Elite Wrestling
  - AEW TNT Championship (2 veces)

- George Tragos / Lou Thesz International Wrestling Institute
  - Lou Thesz Award (2013)[189]
- Insane Championship Wrestling
  - ICW/MWCW Mid-West Unified Tag Team Championship (1 vez)[190] – con Joe E. Legend
  - ICW Streetfight Tag Team Championship (2 veces)[191] – con Christian (1) y Joe. E Legend (1)
- New Tokyo Pro Wrestling
  - NTPW Pro Tag Team Championship (1 vez) – con Christian[192]

- Outlaw Championship Wrestling
  - OCW Tag Team Championship (1 vez) – con Psycho Joe Sampson

- Southern States Wrestling
  - SSW Tag Team Championship (1 vez) – con Christian

- World Wrestling Federation / World Wrestling Entertainment / WWE
  - WWE Championship (4 veces)
  - World Heavyweight Championship (7 veces)
  - WWF/E Intercontinental Championship (5 veces)
  - WCW United States Championship (1 vez)
  - WWF/World Tag Team Championship (12 veces) – con Christian (7), Chris Benoit (2), Hollywood Hulk Hogan (1), Randy Orton (1) y Chris Jericho (1 vez)
  - WWE Tag Team Championship (2 veces) – con Rey Mysterio (1), Chris Jericho (1 vez)
  - King of the Ring (2001)
  - Money in the Bank (2005)
  - Money in the Bank (2007)[193]
  - Elimination Chamber (2009 y 2011)
  - Royal Rumble (2010)
  - Royal Rumble (2021)
  - Triple Crown Championship (decimocuarto)
  - Grand Slam Championship (decimotercero)
  - WWE Hall of Fame (2012)
  - Slammy Award (4 veces)
    - Couple of the Year (2008) – con Vickie Guerrero[194]
    - "Oh Snap" Meltdown of the Year (2010)[195] Destroying the Anonymous Raw General Manager's computer
    - Return of the Year (2020)
    - Rivalry of the Year (2020) – con Randy Orton

- Pro Wrestling Illustrated
  - Lucha del año (2000) con Christian vs. The Dudley Boyz vs. The Hardy Boyz (WrestleMania 2000, 2 de abril)
  - Lucha del año (2001) con Christian vs. The Dudley Boyz vs. The Hardy Boyz (WrestleMania X-Seven, 1 de abril)
  - PWI Luchador que más ha mejorado -2001[196]
  - PWI Regreso del año - 2004[197]
  - PWI Feudo del Año – 2005, vs. Matt Hardy[198]
  - PWI Feudo del Año – 2006, vs. John Cena[198]
  - PWI Luchador más odiado - 2006[199]
  - Clasificado en el puesto n.º 254 en los PWI 500 de 1997[200]
  - Clasificado en el puesto n.º 67 en los PWI 500 de 1998[201]
  - Clasificado en el puesto n.º 83 en los PWI 500 de 1999[202]
  - Clasificado en el puesto n.º 51 en los PWI 500 de 2000[203]
  - Clasificado en el puesto n.º 20 en los PWI 500 de 2001[204]
  - Clasificado en el puesto n.º 7 en los PWI 500 de 2002[205]
  - Clasificado en el puesto n.º 34 en los PWI 500 de 2003[206]
  - Clasificado en el puesto n.º 59 en los PWI 500 de 2004[207]
  - Clasificado en el puesto n.º 8 en los PWI 500 de 2005[208]
  - Clasificado en el puesto n.º 3 en los PWI 500 de 2006[209]
  - Clasificado en el puesto n.º 2 en los PWI 500 de 2007[210]
  - Clasificado en el puesto n.º 5 en los PWI 500 de 2008[211]
  - Clasificado en el puesto n.º 7 en los PWI 500 de 2009[212]
  - Clasificado en el puesto n.º 18 en los PWI 500 de 2010[213]
  - Clasificado en el puesto n.º 65 en los PWI 500 de 2022[214]
  - Clasificado en el puesto n.º 50 en los PWI 500 de 2023[215]
  - Clasificado en el puesto n.º 26 en los PWI 500 de 2024[216]
  - Regreso de la década (2020)

- Wrestling Observer Newsletter
  - WON Lucha del año (2002) con Rey Mysterio vs Chris Benoit y Kurt Angle (No Mercy, North Little Rock, Arkansas, 20 de octubre)
  - WON Equipo del año (2000) con Christian
  - WON Peor lucha del año (2008) vs. Triple H vs. Vladimir Kozlov (Survivor Series, Boston, MA, 23 de noviembre)
  - Situado en Nº11 del WON Luchador de la década (2000–2009)[217]
  - Situado en el Nº12 del WON Mejor pareja de la década (2000–2009), con Christian[217]
  - Situado en Nº8 del WON Mejor en entrevistas de la década (2000–2009)[217]